# Square Alexandre-Luquet
Pour les articles homonymes, voir Luquet (homonymie).
Le square Alexandre-Luquet est un square du 20e arrondissement de Paris.

## Situation et accès
Le site est accessible par le 4, rue du Transvaal.
Il est accessible par la ligne 11 à la station de métro Pyrénées.

## Origine du nom
Il porte le nom du syndicaliste et homme politique français Alexandre Luquet (1874-1930).

## Historique
Cet espace vert a été créé sous son nom actuel en 1978. Il a une superficie de 2 740 m2.